# Chiquitita
"Chiquitita" foi o primeiro single lançado pelo grupo sueco ABBA do álbum Voulez-Vous, sendo o sexto lançado pela Polar Music. Originalmente, a canção "If It Wasn't for the Nights" seria lançada como single principal do álbum, mas depois que "Chiquitita" foi completada, optou-se por deixá-la apenas como uma canção simples.

## História
Muitas versões preliminares de "Chiquitita" existem. A canção teve vários títulos de trabalho como "Kålsupare", "3 Wise Guys", "Chiquitita Angelina" e "In The Arms of Rosalita". Uma versão revisada, que tinha um som que foi parcialmente influenciado pela música "El cóndor pasa" da dupla Simon e Garfunkel, foi gravada em dezembro de 1978 e lançada como um single em janeiro de 1979.
Com o sucesso do versão inglesa, o ABBA também gravou uma versão da música em espanhol. A canção foi lançada primeiramente no álbum ABBA Oro: Grandes Éxitos.

## Recepção
"Chiquitita" foi apresentada no evento de caridade da UNICEF em 1979, Music for UNICEF Concert, transmitido em todo o mundo pela Assembleia Geral das Nações Unidas. Como um resultado do evento, o grupo doou metade dos royalties da música para a UNICEF. Até hoje, 50% das receitas da música vão para a UNICEF, em reconhecimento ao Ano Internacional da Criança em 1979. Em maio de 2007, "Chiquitita" gerou para a UNICEF mais de 15.000.000 de coroas suecas (cerca de 2,5 milhões de dólares).

A canção foi um sucesso em vários países: Bélgica, Finlândia, Irlanda, Holanda, Nova Zelândia, Espanha e Suíça; alcançou o top 5 na Austrália, Alemanha Ocidental, Grã-Bretanha, Noruega e Suécia, se tornando o mais bem sucedido single do álbum Voulez-Vous.

## Vídeo musical
"Chiquitita", foi um dos poucos singles do ABBA a ser lançado sem um vídeo feito sob encomenda. Desde então, em coletâneas de vídeos do grupo, programas de televisão musicais têm sido utilizados. O clipe para "Chiquitita" foi gravado na BBC para o show Abba in Switzerland, show esse exibido por toda a Europa na páscoa de 1979. Nele, a banda aparece cantando a música em uma montanha, com um boneco de neve no fundo.

## Desempenho nas Paradas
| Desempenho (1979)            | Posição |
| ---------------------------- | ------- |
| Argentinian Singles Chart    | 7       |
| Australian Kent Music Report | 4       |
| Austrian Singles Chart       | 6       |
| Belgian Singles Chart        | 1       |
| Canadian Singles Chart       | 17      |
| Dutch Singles Chart          | 1       |
| Finnish Singles Chart        | 1       |
| French Singles Chart         | 13      |
| German Singles Chart         | 3       |
| Irish Singles Chart          | 1       |
| Italian Singles Chart        | 48      |
| Japanese Singles Chart       | 19      |
| New Zealand Singles Chart    | 1       |
| Norwegian Singles Chart      | 4       |
| Spanish Singles Chart        | 1       |
| Swedish Singles Chart        | 2       |
| Swiss Singles Chart          | 1       |
| UK Singles Chart             | 2       |
| U.S. Billboard Hot 100       | 29      |